# Svatovítská apokalypsa

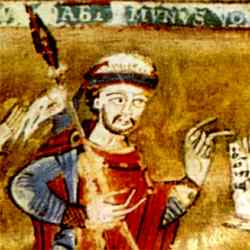
Spytihněv II. nebo Vratislav II. na úvodní iluminaci kodexu

Svatovítská apokalypsa (též Svatovítský kodex) je kodex zřejmě z 11. století obsahující rukopis Apokalypsy (Zjevení Janovo) a několika drobnějších náboženských textů, dnes uložený v Knihovně pražské metropolitní kapituly (sign. A 60/3), desky jsou bohatě zdobeny slonovinou (původně jemná řezba konzula). Původ je poněkud nejistý, snad vznikl jako jeden z kodexů skupiny Vyšehradského kodexu (tedy při příležitosti korunovace Vratislava II.), v každém případě má svým vznikem blízko k Evangeliáři zábrdovickému.
Na kodexu je známá celostránková iluminace k Zjevení (a s českým panovníkem), na přídeští byly nalezeny tzv. Pražské hlaholské zlomky.

## Obsah kodexu
V katalogu Antonína Podlahy byly identifikovány čtyři literární části kodexu:
- rozprava na počest Matěje apoštola připojená ve 13. století (Sermo in honorem b. Mathiae apostoli)
- novozákonní texty z 11. století (Apocalypsis, Actus apostolorum, epistolae canonicae et s. Pauli cum prolog s. Hieronymi)
- umučení svatých 11 000 panen (svatá Voršila) ze 13. století (Passio sanctarum XI millium virginum)
- umučení sv. Benedikta s bratry (Passio s. Benedicti cum fratribus)